# William Lamberton

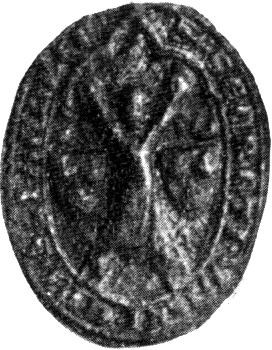
Siegel von Bischof William Lamberton

William Lamberton (auch: de Lamberton; † 20. Mai 1328 in St Andrews) war ein schottischer Geistlicher, Politiker und Diplomat. Von 1297 bis zu seinem Tod war er Bischof von St Andrews. Als Bischof diente er kurzzeitig als Guardian of Scotland und gehörte schließlich zu den wichtigsten Unterstützern von König Robert Bruce.

## Herkunft und Jugend
Lamberton stammte aus einer Familie des Ritterstands, die ursprünglich aus Lamberton im südschottischen Berwickshire stammte, dann aber seit dem Ende des 12. Jahrhunderts Landbesitz in Nordostschottland besaß. Später erwarb sie noch Besitzungen in Stirlingshire. Lambertons genaue Herkunft, sein Geburtsjahr, seine Ausbildung und der Beginn seiner geistlichen Laufbahn sind unklar. Möglicherweise entstammte er der Familie Lamberton aus Linlathen bei Dundee. Über seine frühen Lebensjahre und Ausbildung ist fast nichts bekannt. Sicher ist nur, dass er an einer Universität studierte, denn er wurde als Magister bezeichnet. Vor 1293 wurde er durch die Förderung von Bischof Robert Wishart Kanoniker der Kathedrale von Glasgow. Im Februar 1293 nahm er als Kanzler der Kathedrale an dem ersten Parlament teil, das John Balliol als schottischer König in Scone abhielt. Spätestens im Sommer 1294 wurde er von Bischof Wishart zur Fortsetzung seines Studiums ins Ausland entsandt.

## Aufstieg zum Bischof von St Andrews
Nach der schottischen Niederlage im Krieg mit England und der Absetzung von König John Balliol 1296 schwor Lamberton wie die meisten anderen schottischen Prälaten und Adligen dem englischen König Eduard I. als neuen Oberherrn von Schottland die Treue. Dennoch unterstützte er 1297 die von den Guardians of Scotland geführte Rebellion gegen die englische Besatzung, die im September 1297 zum schottischen Sieg in der Schlacht von Stirling Bridge führte. Kurz vor der Schlacht war William Fraser, Bischof von St Andrews, im französischen Exil gestorben. Nach seinem Tod wollten die Guardians of Scotland unbedingt erreichen, dass das wichtigste schottische Bistum von einem patriotisch eingestellten Bischof geführt wurde. Lamberton Förderer Bischof Wishart war ein bedingungsloser Unterstützer des schottischen Unabhängigkeitskampfes, und auf Bitte von William Wallace, dem militärischen Führer der Schotten, wurde Lamberton am 3. November 1297 zum neuen Bischof gewählt. Die Engländer beschuldigten daraufhin Wallace, dass er das Kathedralkapitel zu einer übereilten Wahl gedrängt hatte. Allerdings unterstützten mehrere Mitglieder des Kapitels, darunter wahrscheinlich zwei der Archidiakone, der Offizial und der Propst die Rebellion, so dass sie vermutlich nicht zu sehr zur Wahl von Lamberton gedrängt werden mussten.
Nach dem Chronisten John Fordun brachte Lamberton das Herz des verstorbenen Bischofs Fraser zur Beisetzung nach St Andrews. Wenn dies zutrifft, dann muss Lamberton im Herbst 1297 in Frankreich gewesen sein. Da die schottische Kirche direkt den Päpsten unterstand, reiste Lamberton zusammen mit drei Vertretern des Kathedralkapitels zur Bestätigung seiner Wahl zur Kurie nach Rom. Dort wurde er im Juni 1298 von Kardinal Matteo d’Acquasparta zum Bischof geweiht. Er nutzte den Aufenthalt bei der Kurie, um für Unterstützung für den schottischen Unabhängigkeitskrieg gegen England zu werben. Nach seiner Weihe reiste er noch Frankreich, wo bereits Sir John de Soules, der Abt von Melrose Abbey und vermutlich auch Bischof Crambeth von Dunkeld im Exil waren. Die Engländer plünderten 1298 das bischöfliche Gut von Kirkliston als Rebellengut. Angesichts der schottischen Niederlage in der Schlacht von Falkirk kehrte Lamberton erst im Sommer 1299 von Damme aus per Schiff nach Schottland zurück.

## Guardian of Scotland
Nach seiner Rückkehr nach Schottland sollte Lamberton den Guardians mündlich von den Plänen des mit Schottland verbündeten französischen Königs berichten, so dass er sofort in die schwierige politische Situation nach der schweren Niederlage bei Falkirk verwickelt wurde. Innerhalb der Guardians of Scotland, die im Namen von König John Balliol den Regentschaftsrat bildeten und den Widerstand gegen die englische Besetzung führten, gab es aber extreme Spannungen. Im August 1299 kam es während einer Sitzung des Regentschaftsrats in Peebles zwischen den Anhängern von John Comyn und Robert Bruce, Earl of Carrick sogar zu einem Handgemenge. Der Konflikt wurde dadurch beigelegt, indem der bislang relativ unvorbelastete Lamberton zum dritten und ranghöchsten Guardian ernannt wurde. Diese Lösung befriedete die Situation für mindestens sechs Monate. Wie der Kanzler Nicholas Balmyle strebte Lamberton eine Rückkehr von John Balliol als König an, doch die Verhandlungen mit dem englischen König blieben erfolglos. Nachdem Bruce 1300 sein Amt als Guardian niedergelegt hatte, blieb Lamberton im Amt. Als es auch zwischen Comyn und Lamberton zum Streit kam, wurde Lamberton von James Stewart und dem Earl of Atholl unterstützt. Trotz des Streits mit Lamberton blieb Comyn als Guardian im Amt, doch mit Ingram de Umfraville wurde ein weiterer Guardian ernannt. Im Oktober 1300, spätestens vor Mai 1301 wurden Lamberton und die beiden anderen Guardians durch John de Soules abgelöst, der dann vermutlich als alleiniger Guardian die Regentschaft führte.

## Tätigkeit als Diplomat für die Schottische Unabhängigkeit
Vielleicht wurde Lamberton als Guardian abgelöst, damit er als hochrangiger Gesandter im Ausland um Unterstützung werben konnte. Er nutzte aber zunächst die Zeit bis Frühjahr 1301, um sich um die Verwaltung seines Bistums zu kümmern. Möglicherweise gehörte er 1301 der schottischen Gesandtschaft an, die unter der Führung des Kanonikers und Rechtsgelehrten Baldred Bisset zur Kurie nach Rom reiste, denn der Gesandtschaft gehörten auch zwei bischöfliche Schreiber aus dem Bistum St Andrews an. Die schriftlichen Anweisungen, die der Gesandtschaft mitgegeben wurden, sind erhalten. Nach ihrem Stil können sie aus der bischöflichen Kanzlei von St Andrews, wenn nicht selbst von Lamberton stammen. Ob Lamberton nun selbst mit zur Kurie reiste, ist ungeklärt, doch Ende 1301 gehörte er nachgewiesenermaßen zu den schottischen Unterhändlern, die am französischen Königshof waren. Diese versuchten zu verhindern, dass der bislang mit den Schotten verbündete französische König Philipp IV. einen Frieden mit dem englischen König schloss, in den die Schotten nicht mit einbezogen wurden. Im Herbst 1302 reiste Lamberton mit John de Soules und anderen Schotten erneut als Gesandte nach Paris. Doch trotz ihrer Bemühungen wurde Schottland nicht in den Frieden von Paris mit einbezogen, den der französische König im Mai 1303 mit England schloss. Damit hatten die Schotten ihren wichtigsten Verbündeten verloren, so dass sie den Engländern nicht nur militärisch unterlegen, sondern auch diplomatisch isoliert waren. Weitere Verhandlungen blieben erfolglos, so dass sich der Guardian John Comyn und die meisten schottischen Adligen ab Februar 1304 dem englischen König unterwarfen. Zu den Bedingungen, die die Schotten noch aushandeln konnten, gehörte die Begnadigung von Lamberton und Bischof Crambeth durch den englischen König. Vom englischen König erhielt Lamberton nun freies Geleit, so dass er nach Schottland zurückkehren konnte. Im Mai 1304 schwor er dem englischen König die Treue und erhielt seine Temporalien zurück.

## Unterstützung von Robert Bruce
Ob Lamberton bei seinem Treueschwur aufrichtig handelte, ist fraglich, denn bereits wenige Wochen später schloss er während der Belagerung von Stirling Castle am 11. Juni 1304 ein enges, vertrauliches Bündnis mit Robert Bruce. Der Inhalt des Bündnisses wird nur vage beschrieben, doch Bruce und Lamberton vereinbarten, sich gegenseitig zu unterstützen. Offenbar akzeptierte Lamberton nun, dass Bruce anstelle des immer noch im Exil lebenden John Balliol die politische Führung Schottlands übernahm. Im Herbst 1305 traf sich Lamberton mit Bischof Wishart und erneut mit Robert Bruce. In den nächsten Monaten verhielt sich Lamberton aber dem englischen König gegenüber loyal, so dass er dessen Vertrauen gewann. Der König ernannte ihn zum Mitglied des 22-köpfigen Rates, der den englischen Statthalter in Schottland beraten sollte. Als die Ankunft des neuen Statthalters John of Brittany sich verzögerte, wurde Lamberton sogar am 26. Oktober 1305 zum Vorsitzenden des Rates ernannt.
Zu dieser Zeit war der schottische Widerstand gegen die englische Besetzung weitgehend erloschen. Im September 1305 erließ der englische König eine Verordnung, die faktisch die Eingliederung Schottlands in England bedeutete. Diese Entscheidung hätte auch Folgen für die schottische Kirche gehabt, die bislang direkt der Kurie unterstellt gewesen war. Der schottischen Kirche drohte nun, der geistlichen Hoheit der englischen Erzbischöfe unterstellt zu werden. Angesichts dieser Bedrohung wechselte Lamberton erneut die Seiten, nachdem Robert Bruce die Rebellion gegen die englische Besatzung erneuerte. Bruce hatte im Februar 1306 John Comyn ermordet und sich im März 1306 zum schottischen König erklärt. Zum Zeitpunkt des Mordes an Comyn war Lamberton als Vorsitzender des schottischen Rates in Berwick. Kurz vor der Krönung von Bruce schlich er sich im Dunkeln aus der Stadt, überquerte auf einer Fähre den Forth und eilte nach Scone, wo er an der Krönungszeremonie teilnahm. Anschließend feierte er eine Messe für den neuen König. Damit stellte er sich offen auf die Seite der Rebellen, nachdem er wenige Wochen zuvor noch das Vertrauen des englischen Königs besessen hatte. Dieser erklärte Lamberton Anfang Mai 1306 zum Verräter.

## Gefangenschaft und Rückkehr nach Schottland

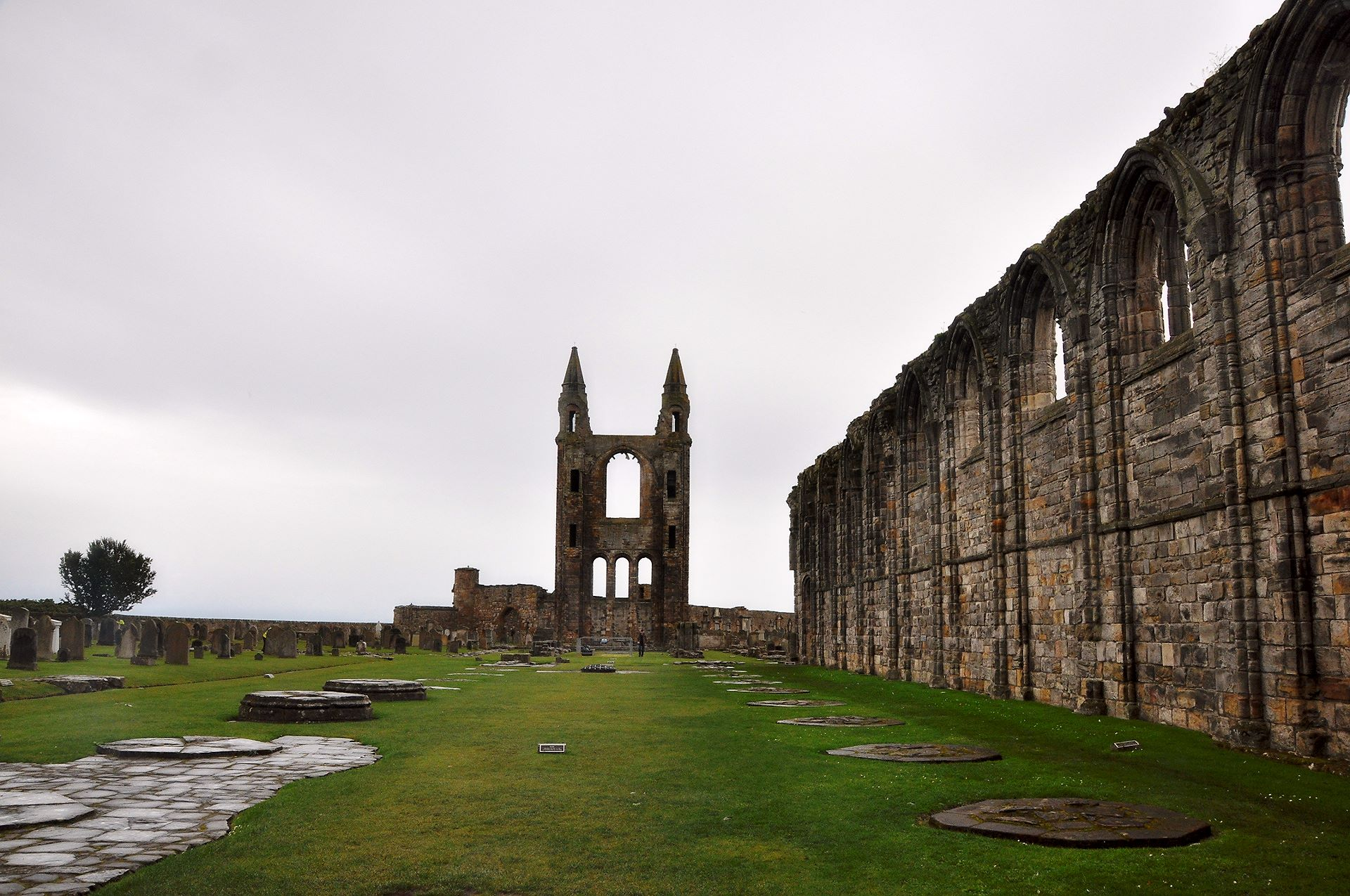
Die Ruine der von Lamberton geweihten Kathedrale von St Andrews

Als der neue englische Statthalter Valence mit einem Heer gegen die Rebellen vorrückte, machte Lamberton vor dem 9. Juni 1306 in Scotlandwell in Kinross-shire ein Übergabeangebot. Dann rief er aber seine Vasallen zum Kampf für Bruce auf und sandte den jungen Andrew Stewart, der in seiner Obhut war, zu Bruce. Dieser erlitt aber am 19. Juni in der Schlacht bei Methven eine schwere Niederlage. Kurz nach der Schlacht wurde Lamberton von den Engländern gefangen genommen. Er wurde in Ketten gelegt und nach England gebracht. In Newcastle wurde er angeklagt und als Verräter verurteilt. Nur sein Status als Geistlicher bewahrte ihn vor der Hinrichtung. Die Besitzungen des Bistums wurden unter königliche Verwaltung gestellt, so dass die Einkünfte an die Krone gingen.
Lamberton blieb bis Mai 1308 in Winchester in strenger Haft, bis er auf Drängen von Papst Clemens V. unter Auflagen freikam. Vor dem 11. August 1308 schwor er dem neuen englischen König Eduard II. die Treue und musste sich zunächst im Gebiet des nordenglischen Bistums Durham unter Aufsicht von Bischof Antony Bek aufhalten. Er durfte aber über den River Tweed hinweg Kontakt nach Schottland aufnehmen. Dort waren weite Teile des Gebiets seines Bistums weiterhin von den Engländern besetzt. In den nächsten vier Jahren genoss er offensichtlich sowohl das Vertrauen von Eduard II. und von Robert Bruce. Bereits Ende 1308 nahm er an Friedensverhandlungen teil, die aber ergebnislos blieben. Im Juli 1309 wurde er vom englischen König zu einem Parlament nach Stamford in Lincolnshire geladen, und im Winter von 1309 bis 1310 diente er als englischer Gesandter bei neuen Waffenstillstandsverhandlungen mit Schottland. Ende 1309 diente er auch als Vertreter von Bischof Antony Bek und untersuchte die Geschäfte der Tempelritter, die der Ketzerei beschuldigt wurden, in Schottland. Anschließend blieb er in Schottland, das inzwischen zu großen Teilen unter der Kontrolle von Robert Bruce stand. Er übernahm wieder die Verwaltung seines Bistums, dessen Bischöfe seit fast 15 Jahren die Leitung nicht ausüben konnten. Im Februar 1310 war er am schottischen Königshof in Fife. Am 11. Juni 1311 hielt er eine Diözesansynode in St Andrews ab, eine weitere wollte er in Holyrood abhalten. Im Juli 1311 erlaubte ihm Eduard II., in Schottland zu bleiben. 1312 diente er nochmals als Gesandter für Eduard II., und 1313 reiste er nach Frankreich an den Hof von Philipp IV., der versuchte, einen Frieden zwischen England und Schottland zu vermitteln. Spätestens nachdem Lamberton im Frühjahr 1312 die schottische Belagerung von Dundee unterstützt hatte, betrachtete ihn der englische Kommandant von Berwick als Feind und drohte ihm Gewalt an. Der schottische König akzeptierte aber Lambertons Dienst für den englischen König und nahm ihn wieder in Gnaden in Schottland auf. Möglicherweise reiste er 1314 erneut als Gesandter nach Frankreich. Bei der Schlacht von Bannockburn im Juni 1314 war er nicht anwesend.

## Wiederaufbau seines Bistums und weitere Unterstützung von Robert Bruce
Das Gebiet des Bistums St Andrews war während des Kriegs mit England durch zahlreiche Feldzüge verwüstet worden. Die englischen Besatzungstruppen, die noch Teile von Südschottland mit mehreren Burgen und Städten unter Kontrolle hatten, waren offenbar mit dem Wiederaufbau der kirchlichen Verwaltung durch Lamberton einverstanden, obwohl er dabei in engem Kontakt zum schottischen König stand, der von den Engländern weiterhin als Rebell betrachtet wurde. Lamberton ließ St Andrews Castle und zahlreiche bischöfliche Güter wiederherstellen. Er ließ aber auch einen neuen Kapitelsaal in St Andrews errichten und stiftete Bücher und Messgewänder für die Kanoniker. Einen wichtigen Erfolg konnte Lamberton im Juli 1318 feiern, als in Gegenwart von Robert Bruce und von zahlreichen Adligen und Prälaten die neue Kathedrale von St Andrews geweiht wurde. Die Weihe der Kathedrale des größten schottischen Bistums war auch ein Erfolg für den schottischen König und ein Symbol für die Unabhängigkeit der schottischen Kirche gegenüber England. Im Winter 1318 bestätigte ein schottisches Parlament die Rechte und Privilegien der schottischen Kirche.
In den späten 1310er und 1320er Jahren arbeiteten die schottische Regierung und die Kirche eng zusammen, obwohl es zu Spannungen zwischen dem schottischen König und Papst Johannes XXII. kam. 1318 versuchte der englische König bei der Kurie die Absetzung von Lamberton als Bischof zu erreichen. Stattdessen sollte der Engländer Thomas de Rivers zum Bischof ernannt werden. Dieses Ansinnen wies der Papst aber klar zurück. Am 18. November 1319 berief der Papst jedoch Lamberton und drei weitere schottische Bischöfe zur Kurie nach Avignon, wo sie sich für ihre Unterstützung für den exkommunizierten Robert Bruce und für die Fortführung des Kriegs mit England verantworten sollten. Als sie die Vorladung ignorierten und in Schottland blieben, wurden sie am 16. Juni 1320 ebenfalls exkommuniziert. Trotz der Exkommunikation blieb Lamberton weiterhin als Bischof, Politiker und Diplomat aktiv. Im Frühsommer 1322 reiste er zu Verhandlungen nach England, wo Mitglieder seines Gefolges überfallen wurden. 1324 reiste er mit dem Earl of Moray zu neuen, aber ergebnislosen Friedensverhandlungen nach England. An den weiteren Verhandlungen mit England, die schließlich 1328 zum Abschluss des Abkommens von Edinburgh führten, war er nicht mehr beteiligt. Er gehörte aber zu den schottischen Vertretern, die im März 1328 den Frieden mit billigten. Kurz nachdem der Frieden in Kraft trat, starb Lamberton. Er wurde am 7. Juni in der während seiner Amtszeit vollendeten Kathedrale von St Andrews beigesetzt.

## Nachwirkung
Lamberton hatte wesentlichen Anteil an der Bewahrung der politischen und geistlichen Unabhängigkeit von Schottland in der schwierigen Zeit des Unabhängigkeitskriegs. Er war über die längste Zeit des Ersten Schottischen Unabhängigkeitskriegs die führende Figur unter den schottischen Bischöfen. Dabei war er ein gemäßigter Politiker und ein fähiger Diplomat, der vor allem von 1299 bis 1304 sowie 1306 erhebliche politische Bedeutung hatte. Dabei zeigte er eine realistische Haltung, als er sich 1304 dem englischen König unterwarf, der zu dieser Zeit in Schottland auf dem Höhepunkt seiner Macht stand. Durch seine Unterwerfung konnte er sogar eher seinen Einfluss bewahren, als wenn er den Kampf fortgesetzt hätte.